# Fasching

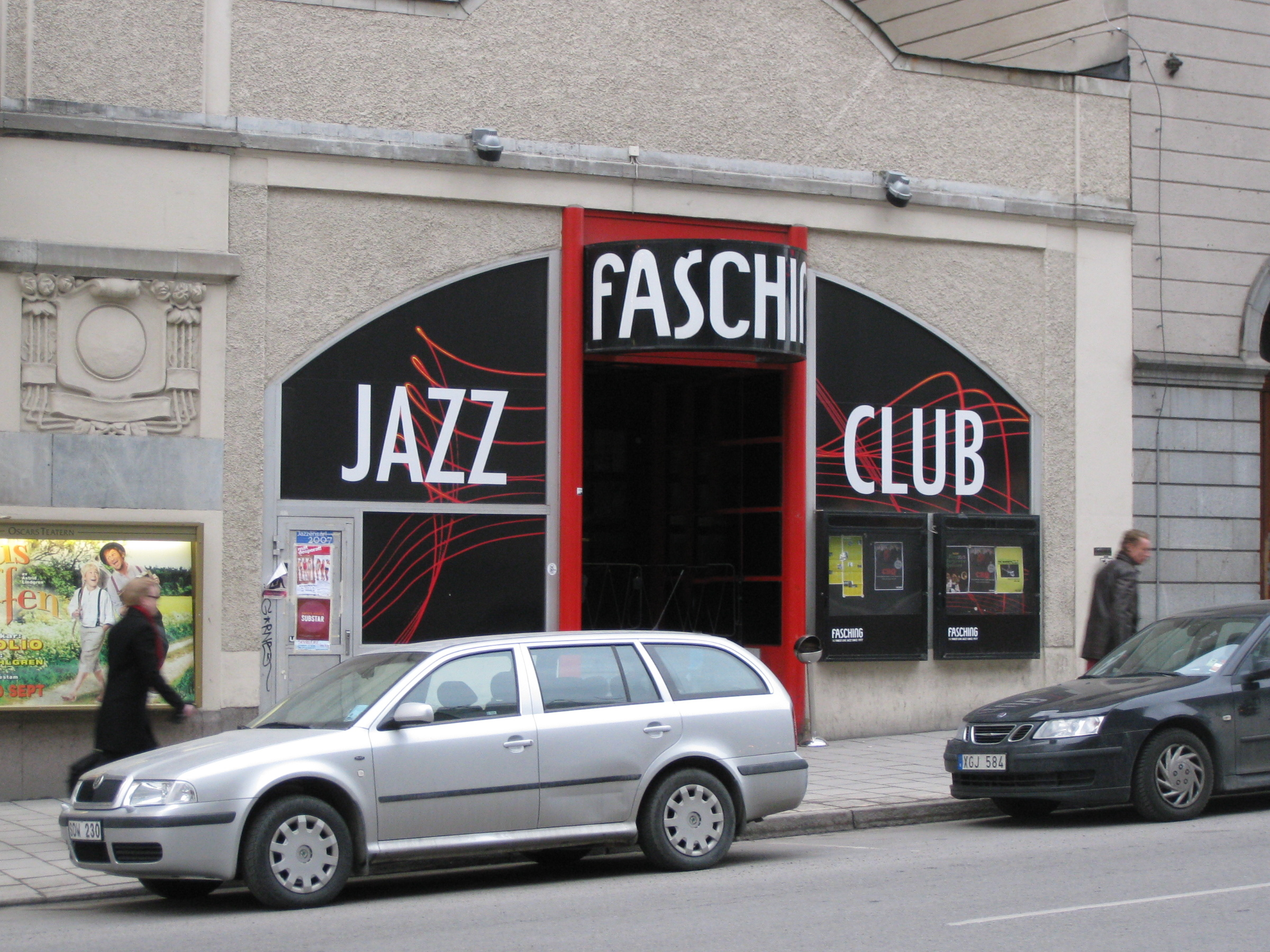
Jazzklubben Fasching

Fasching är en jazzklubb, konsertlokal, restaurang och bar belägen i Kungsbropalatset på Kungsgatan 63 i centrala Stockholm. 
Fasching har sedan starten 1977 växt till att bli Skandinaviens största arrangör av jazz.
På Fasching presenteras cirka 250-300 evenemang per år samt ett hundratal klubbkvällar. Klubben har cirka 80 000 gäster årligen och omsatte 2018 drygt 35  miljoner kronor. Majoritets- och huvudägare är Föreningen Sveriges Jazzmusiker, FSJ, som också grundade Fasching 1977. Faschings Vänner äger 25,5 procent av aktierna. De två ägarna är representerade i Faschings styrelse. 
Fasching har inget kulturpolitiskt uppdrag och är inte en institution. Fasching är en del av det fria kulturlivet och söker årligen stöd till verksamheten från Stockholms stads kulturnämnd  och Statens Kulturråd. 2018 stod det stödet för cirka 8 procent av den totala omsättningen.

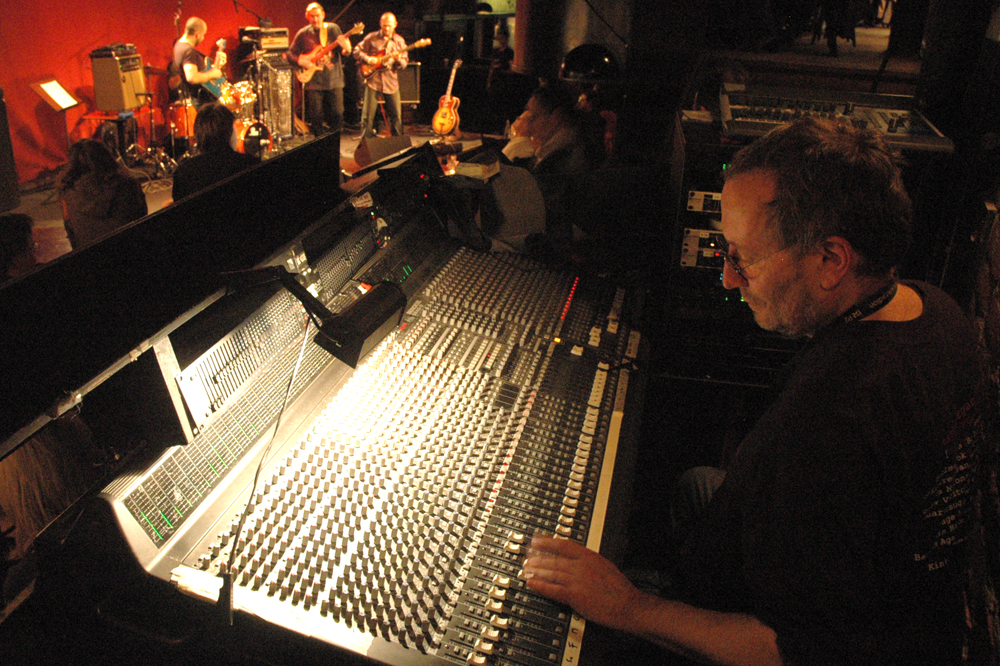
Konsert på Fasching

Fasching har fått sitt namn från den fest eller karneval som föregår fastan före påsken. Företeelsen är mycket vanlig i Centraleuropa. 

## Historik
Fasching var ursprungligen ett diskotek i dansrestaurang Zanzibars lokaler på Kungsgatan 63 i Stockholm. Diskoteket öppnades den 6 april 1967. Namnet Fasching kommer från det gemensamma karnevals- och fastlagsfirandet i Tyskland. Idén till namnet fick Bosse Halldoff efter att ha besökt diskoteket Chez L i Malmö där man firade Fasching efter förebild från München. Han frågade om han fick ta namnet Fasching till diskoteket i Stockholm. Eftersom namnet inte var skyddat fanns det inga hinder. Halldoff blev platschef och Inger Flyckt blev DJ. Starten på Fasching skedde i samband med premiärfesten för Halldoffs bror Janne Halldoffs film Ola & Julia. Fasching blev ett av de populäraste diskoteken i Stockholm under 10 år. Flyckt var DJ fram till våren 1970 då hon tog över som platschef. Fasching upphörde som diskotek 1977. Flyckt basade även över Fasching det första året som FSJ (Föreningen Sveriges jazzmusiker) med kommunens hjälp hyrde in sig i lokalerna. 1978 gick jazzpianisten Claes Göran Fagerstedt in som direktör för Fasching och var även jazzklubbens huspianist under flera år. Fagerstedt hade även en karriär som affärsman och såg därför över jazzklubbens ekonomi och fick den till en fungerande verksamhet. Fagerstedt efterträddes av sångaren Claes Janson som svarade för chefskapet en kortare tid. Efter Janson kom Nilla Domnérus att tillsammans med FSJ:s ordförande Ivar Lindell fortsätta driva Fasching fram till 1982 då den 25-årige Bengt Strokirk,frilansande jazzskribent i Dagens Nyheter, anställdes som "jazzadministratör" på halvtid, en tjänst som 1991 omvandlades till VD. 1989 var den ekonomiska situationen åter ohållbar samtidigt som en renovering av lokalerna ansågs nödvändig och jazzklubben stängdes i månadsskiftet februari–mars 1989 av Lindell som också avgick som ordförande för FSJ.
Efter beskedet om stängningen trädde Bengt Säve-Söderbergh, som då var statssekreterare på utrikesdepartementet, fram med ett förslag om att starta en vänförening med syfte att stödja klubbens verksamhet. Efter en snabb mobilisering av Säve-Söderberghs vänner inom politiken och näringslivet bildades Föreningen Faschings Vänner med Säve-Söderbergh som ordförande. Redan i maj 1989 kunde Fasching öppnas igen med vänföreningens (550 medlemmar) stöd. I maj 1990 stängdes Fasching på nytt. Den här gången var det en planerad stängning för att totalrenovera lokalerna. 7 november 1990 återinvigdes Fasching och vid tiden för Faschings 20-årsjubileum 1997 hade vänföreningen 2 300 medlemmar, som bidrog inte bara med medlemsavgifter utan också till inköp av ny flygel, ny ljudanläggning och framför allt till en ansiktslyftning med en ny fasad mot Kungsgatan.
Sommaren 2002 var det dags igen för ekonomiska problem, vilket tvingades AB Fasching att begära sig i konkurs hos Stockholms tingsrätt. VD sedan bara lite drygt ett år var journalisten Anders Löwstedt. När konkursen var avslutad och fordringsägarna fått sitt stod FSJ som vinnare på grund av att föreningen stod som ägare av hyreskontraktet och som genom så kallad särskild förmånsrätt kunde kvittera ut större delen av det konkursade bolagets tillgångar. Tre månader efter konkursen kunde klubben starta om i samma lokaler. Ett nytt företag bildades, AB Fasching Musikproduktion, med samma ägare som tidigare (FSJ 75 % av aktierna och vänföreningen 25 %). Löwstedt slutade som VD i samband med konkursen och ersattes av Bertil Rolf, som suttit i Faschings styrelse sedan början av 1990-talet.
I september 2002 startade Fasching på nytt med i huvudsak svenska jazzmusiker. 2004 fick Fasching som styrelseordförande företagsledaren Sven-Åke Johansson som samtidigt var ordförande för den sammanslutning Mer jazz i Sverige som kom att bli delägare i företaget AB Fasching Musikproduktion genom en nyemmission. FSJ:s ägande minskades till 65 %, vänföreningen till 20 % så att Mer jazz i Sverige fick 15 %. När Mer jazz i Sverige avvecklade sin verksamhet 2017 överläts deras aktier till de andra delägarna FSJ och vänföreningen.
Från 2011 har jazzen i Stockholm haft kvinnor i ledningen. Kulturförvaltningens tidigare chef Eva Schöld utsågs till styrelseordförande för Fasching. Lena Åberg Frisk var VD för Fasching sedan 2007 och journalisten Christina Jutterström var ledamot i styrelsen.
Under Åberg Frisks tid som VD övertog Fasching driften av Stockholm Jazz Festival, som äger rum under tio dagar i oktober varje år. Det blev även definitivt slut på den ekonomiska turbulens som historiskt plågat verksamheten. Då Åberg Frisk slutade som VD 2015 redovisade Fasching en vinst på 1,7 miljoner kronor. Hennes efterträdare blev Eric Birath som tillträdde som VD i september 2015. Sommaren 2016 fick Fasching en ny entré, nya toaletter och en foajébar.
I mars 2020 stängdes Fasching när coronapandemin medförde restriktioner gällande tillställningar för fler än 50 personer. När restriktionerna lättade i september 2021 tilläts åter publik i lokalerna efter en lång period med endast strömmade konserter och ett fåtal närvarande i lokalen.

## ⁠Verksamhet
Genom åren har en lång rad liveinspelningar gjorts på Fasching för skivutgivning, radioprogram och tv-sändningar. De första inspelningarna gjordes redan 1975 när FSJ hyrde lokalen och bedrev jazzklubb de fem kvällar i veckan då diskoteket var stängt.
Sedan dess har alla svenska och många utländska storheter spelat under tusentals konsertkvällar. Bland utländska världsstjärnor märks Chet Baker, Chick Corea , Dexter Gordon , Red Mitchell, Thad Jones, Joe Henderson, Ornette Coleman, Benny Bailey, Abdullah Ibrahim, Archie Shepp, Branford Marsalis och Wayne Shorter.

## Galleri

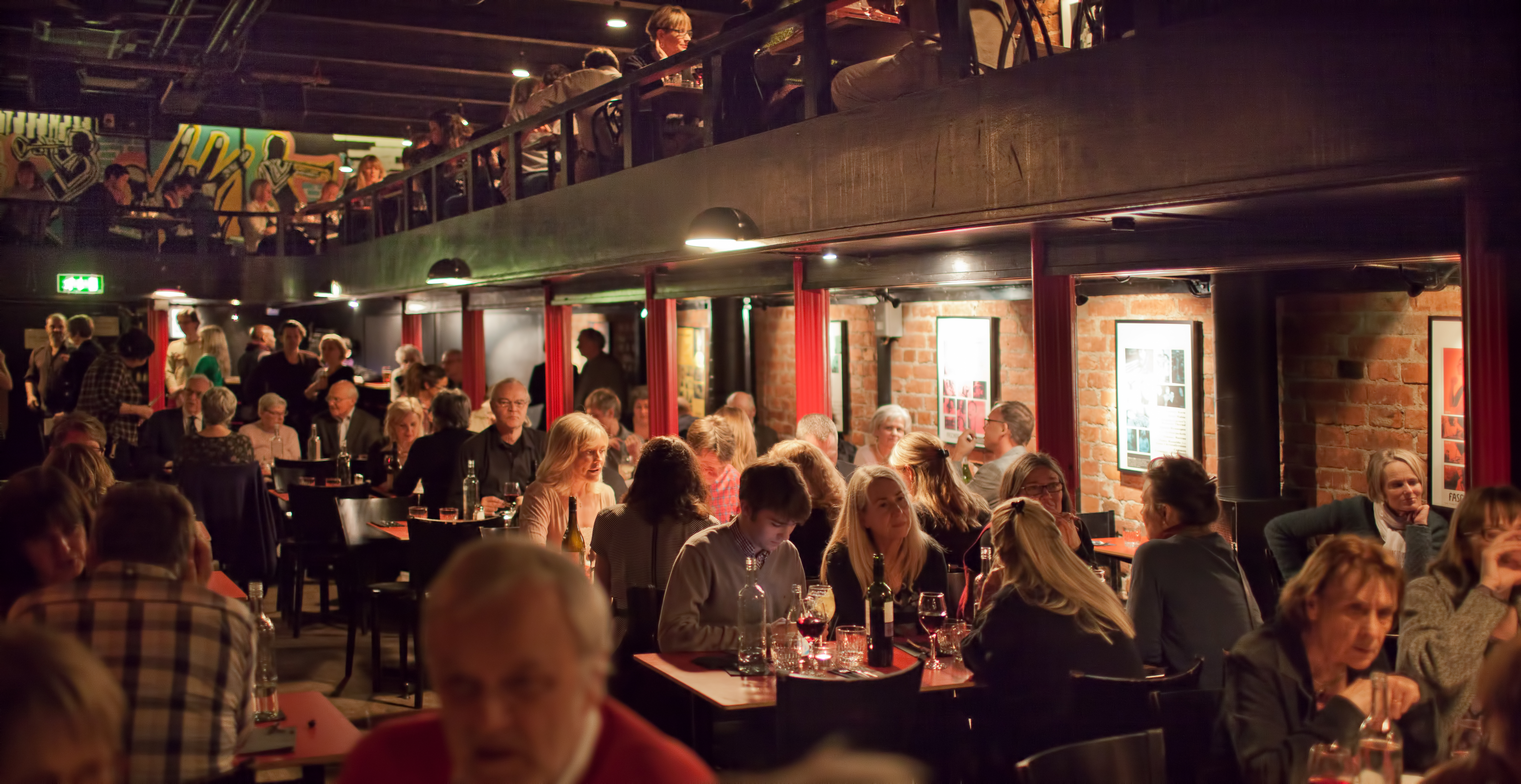
Konsert på Fasching
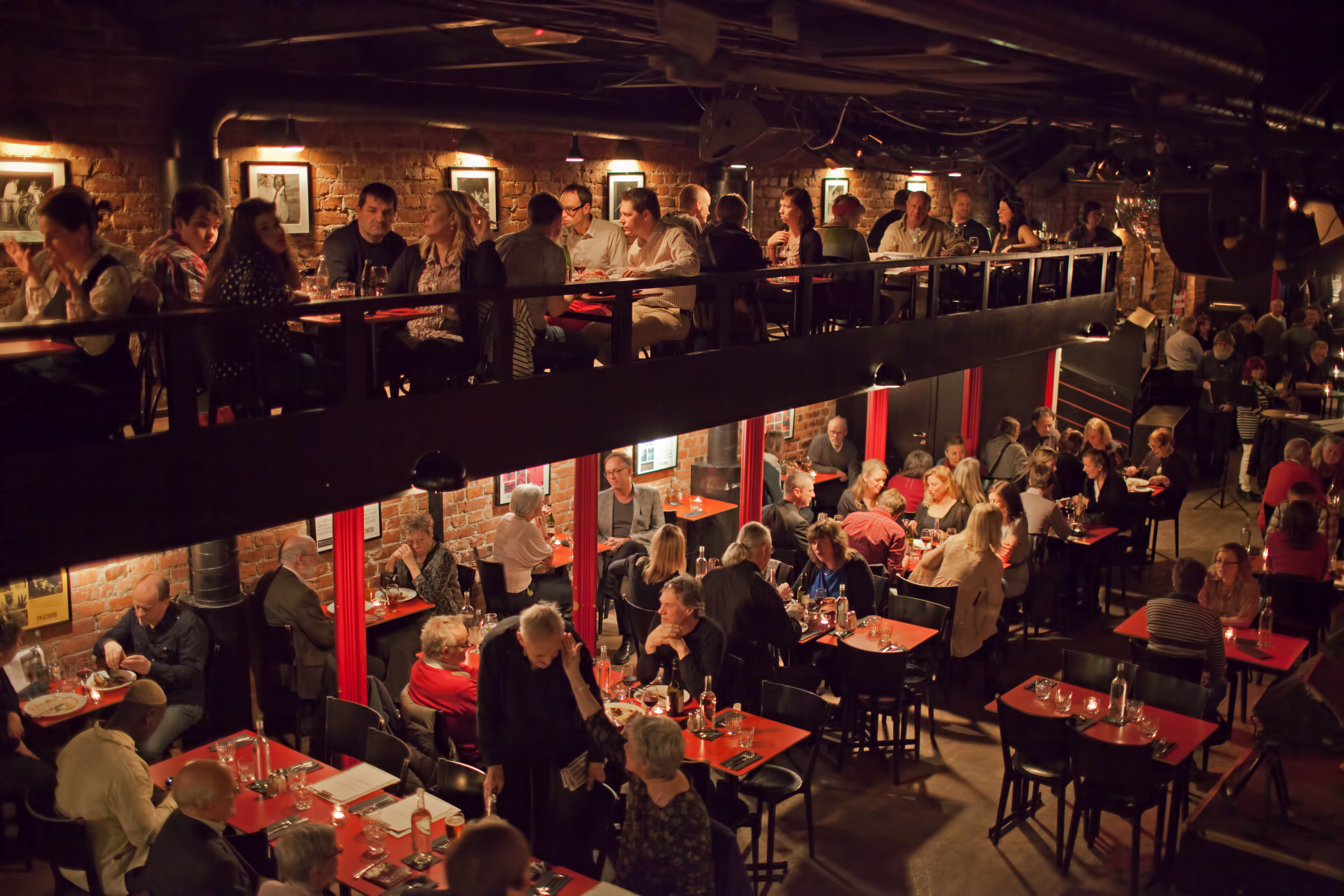
Konsert på Fasching
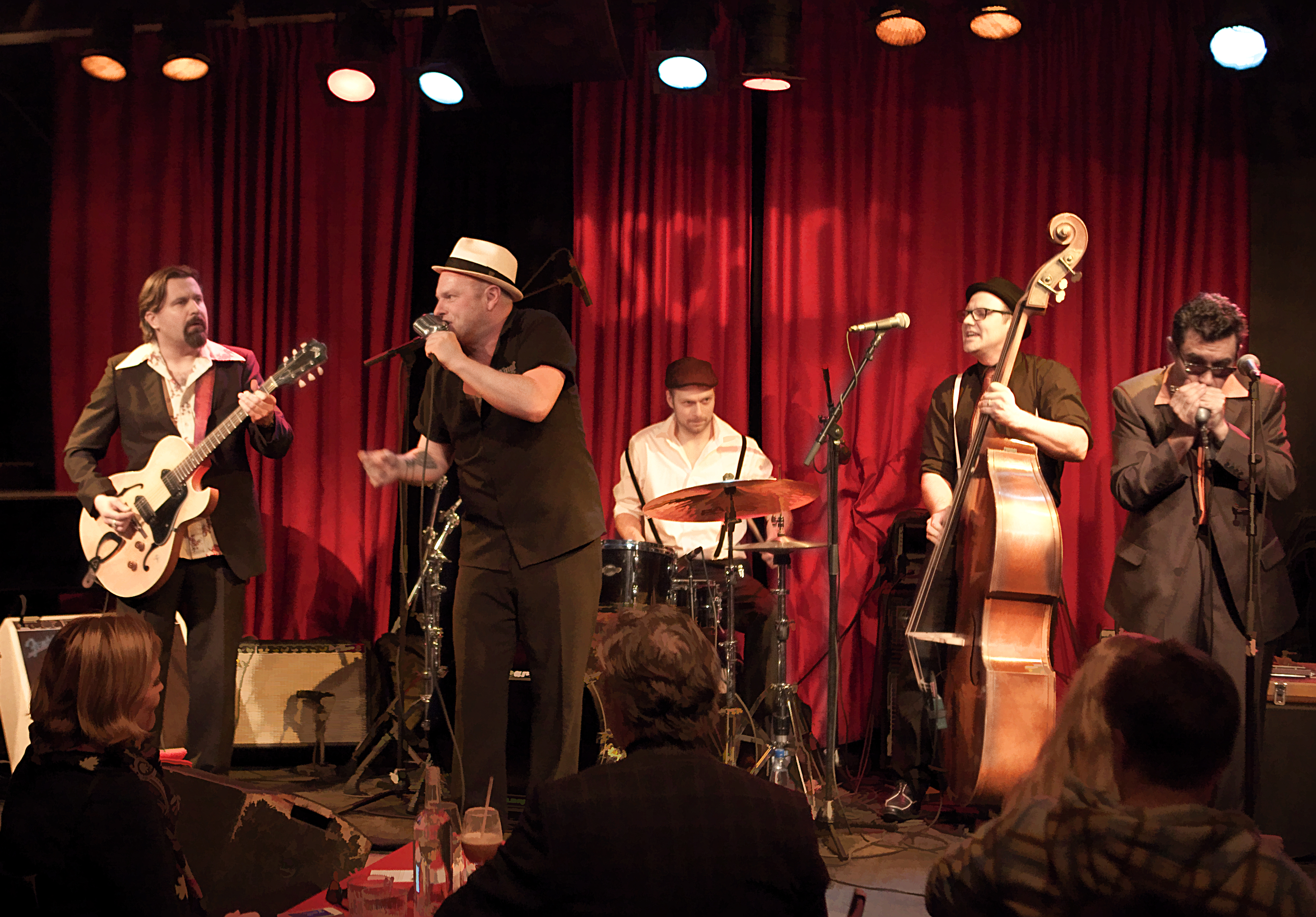
Konsert på Fasching
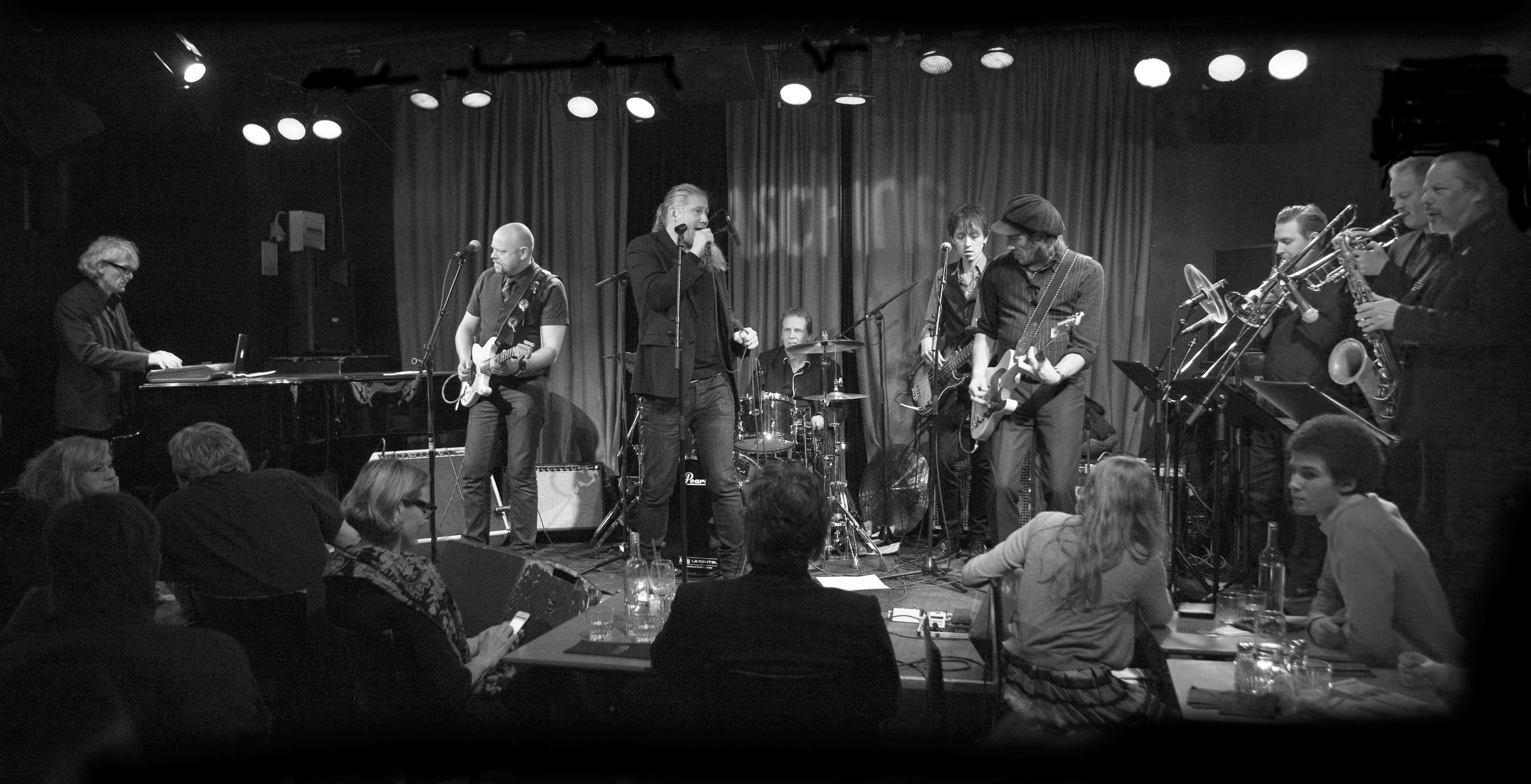
Konsert på Fasching
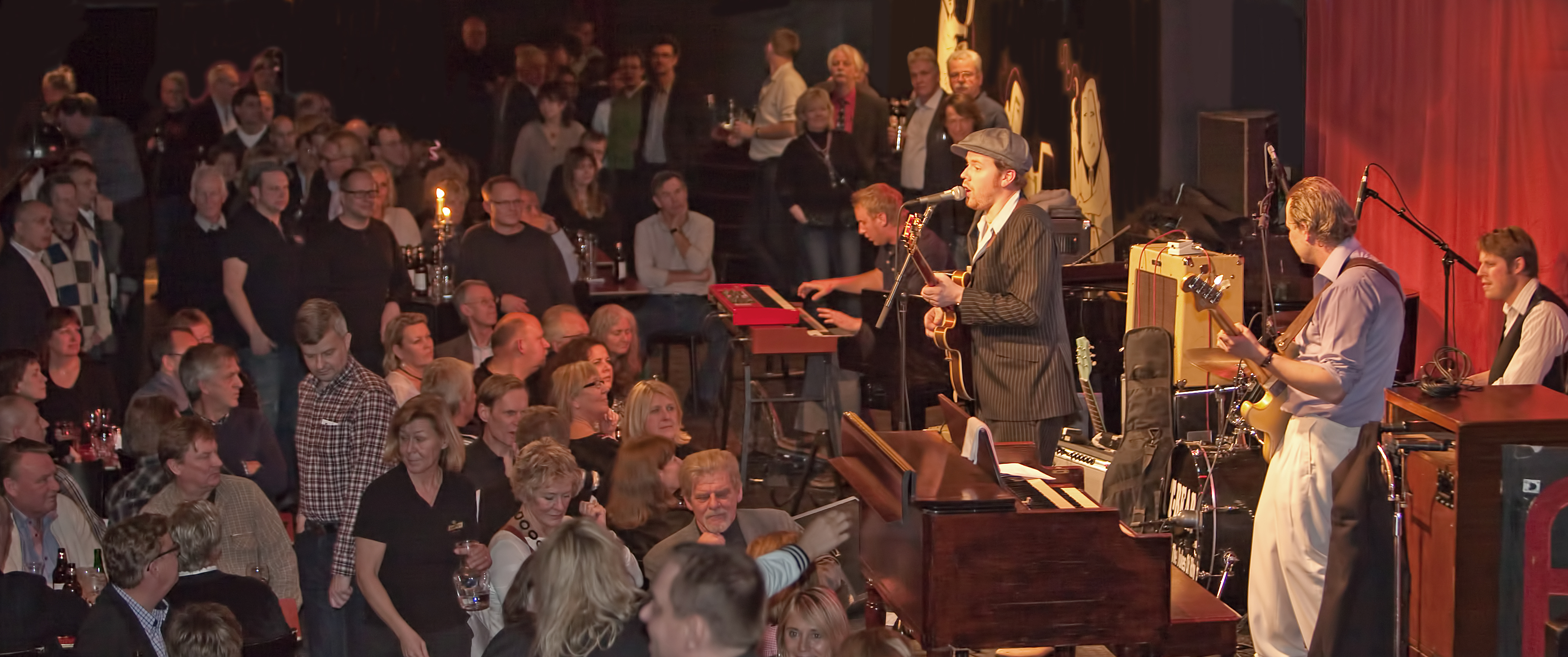
Konsert på Fasching
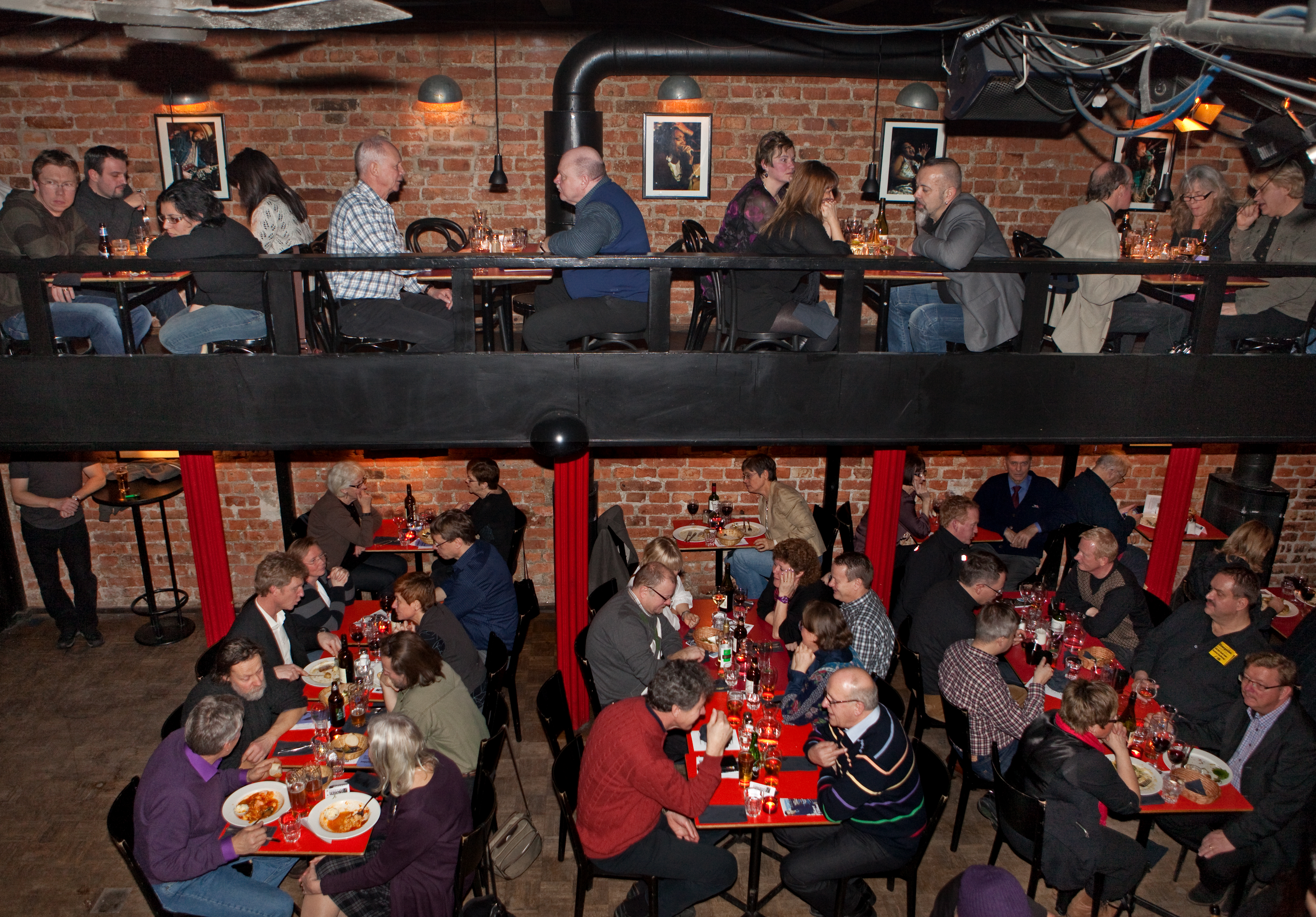
Konsert på Fasching